# Rechtläufig und rückläufig

Ein rotierender Planet wird von mehreren Satelliten umkreist; der orange-braune bewegt sich auf einer retrograden Umlaufbahn.

Als rechtläufig oder prograd (von lateinisch pro ‚für‘, ‚vor‘, ‚vorwärts‘ und gradus ‚Schritt‘) bezeichnet man in der Astronomie Objekte, die in einem rotierenden System der Hauptrotationsrichtung folgen. Objekte mit einem entgegengesetzten Umlauf- oder Rotationssinn bezeichnet man als rückläufig oder retrograd (von lateinisch retro ‚zurück‘, ‚rückwärts‘).
Die Bezeichnungen werden sowohl für umlaufende Sternsysteme, Planeten, Asteroiden und Kometen verwandt, als auch für in deren Orbit befindliche Satelliten. Ein Objekt mit retrogradem Orbit kennzeichnet man durch eine Bahnneigung zwischen 90° und 180° zu seinem Zentralkörper, ein Objekt mit retrograder Rotation durch eine Achsneigung von 90° bis 180° zu seiner Umlaufbahn.
Auch künstliche Erdsatelliten umkreisen die Erde entweder auf einer retrograden Umlaufbahn (entgegen dem Rotationssinn der Erde) oder auf einer prograden Bahn (übereinstimmend mit dem Rotationssinn der Erde).

## Bedeutung im Sonnensystem
Im Sonnensystem gelten solche Objekte als rechtläufig, die, aus Richtung des Nordpols der Ekliptik gesehen, gegen den Uhrzeigersinn rotieren bzw. ihren Zentralkörper umlaufen.
Als Folge der Entstehung des Sonnensystems bewegen sich alle Planeten, Pluto und der Asteroidengürtel auf einem rechtläufigen Orbit. Ebenfalls rotieren die meisten größeren Körper des Sonnensystems rechtläufig, doch Venus und Uranus beispielsweise nicht.

## Einige bekannte rückläufige natürliche Himmelskörper

### Retrograder Orbit
- Triton (Neptun I), Bahnneigung: 157°
Größter retrograder Mond im Sonnensystem. Es wird vermutet, dass es sich bei diesem Mond um ein gravitativ eingefangenes Objekt handelt.
- Diverse Jupiter- und Saturnmonde, z. B.:
  - Pasiphae (Jupiter VIII)
  - Carme (Jupiter XI)
  - Ananke (Jupiter XII), Bahnneigung: 149°
  - Phoebe (Saturn IX), Bahnneigung: 175°
  - Skoll (Saturn XLVII)
  - Skathi (Saturn XXVII)
- Der Halleysche Komet
- Der Exoplanet HD209458b
- Diverse Kleinplaneten wie (20461) Dioretsa, 2008 KV42[1], (471325) 2011 KT19[2], (342842) 2008 YB3, (468861) 2013 LU28, 2011 MM4[3], insbesondere im äußeren Sonnensystem
- Diverse Asteroiden wie (514107) Kaʻepaokaʻawela, siehe dazu Liste der retrograden Asteroiden

### Retrograde Rotation
- Venus, Achsneigung: 177°
- Uranus, Achsneigung: 98°
Größtes retrogrades Objekt im Sonnensystem, dessen rückläufiger Charakter aber wegen der nahezu rechtwinkligen Achsneigung kaum erkennbar ist.
- Pluto, Achsneigung: 123°

## Scheinbare rechtläufige und rückläufige Bewegung
Objekte des Sonnensystems werden als rechtläufig bezeichnet, wenn ihr Umlauf entlang der Ekliptik, aus der Richtung des nördlichen Poles der Ekliptik gesehen, gegen den Uhrzeigersinn erfolgt. Bei einem Umlauf im Uhrzeigersinn bezeichnet man sie als rückläufig. Da ihre Umlaufzeiten entsprechend dem dritten keplerschen Gesetz verschieden von der Umlaufzeit der Erde sind, kommt es während der Überholvorgänge zu Wechseln des scheinbaren Umlaufsinnes (des auf die Erde bezogenen Ortsvektors), zum Beispiel den charakteristischen Planetenschleifen bei Opposition der äußeren Planeten. Die Erklärung dieser Wechsel war wichtig für die Entwicklung des geozentrischen und des heliozentrischen Weltbildes. (→ Epizykeltheorie)
|  |  |